# Mixed media

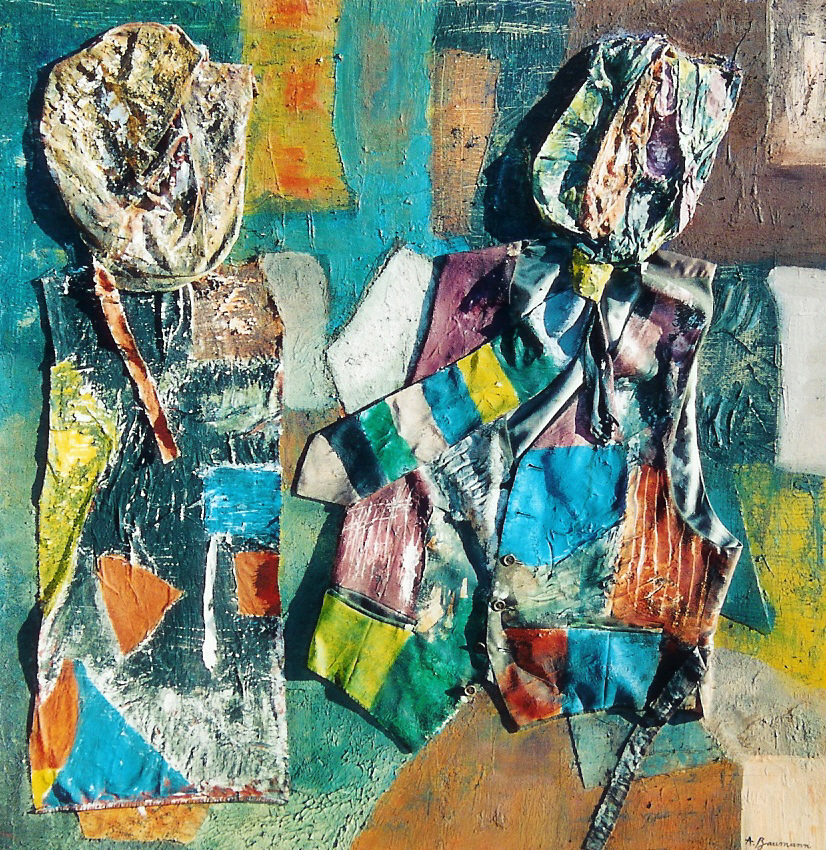
Alberto Baumann, "Inheritance of the Twentieth Century" (1980).

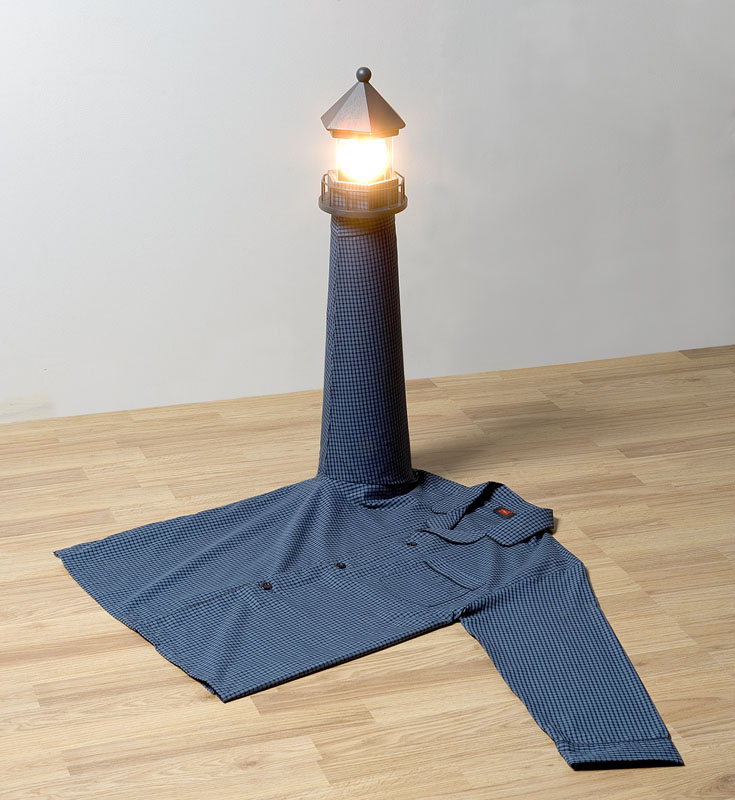
Mixed media art by Adam Niklewicz.

W  sztukach wizualnych zwrot mixed media, zwany też mix-media, jest określeniem techniki artystycznej, w której zastosowano więcej niż jeden materiał. Asamblaż i  kolaż są dwoma przykładami technik wykorzystujących różne materiały, na przykład tkaniny, papier, drewno lub przedmiot Ready-made.

## Historia mixed media
Pierwszym nowoczesnym dziełem, które można uznać za mixed media, jest kolaż  Pablo Picassa Martwa natura z plecionką krzesła z 1912 r. Artysta wykorzystał w nim papier, tkaninę, farbę i sznurek, powodując efekt pseudo-3D. Z powodu wpływu nurtów takich jak Kubizm i Dadaizm, mixed media zyskały na popularności w XX wieku, wraz z artystami takimi jak Henri Matisse, Joseph Cornell, Jean Dubuffet i Ellsworth Kelly. Techniki mieszane są nadal popularną formą wśród artystów.